# Acropimpla alboricta
Acropimpla alboricta là một loài tò vò trong họ Ichneumonidae.